# Hit Mania Spring 2014
Hit Mania Spring 2014 è una compilation di artisti vari facente parte della serie Hit Mania, uscita nei negozi il 29 aprile 2014.
La compilation è mixata dal dj Mauro Miclini.
Hit Mania Spring 2014 è stata pubblicata in due versioni: la prima, come disco unico, la seconda in versione cofanetto da quattro dischi, in cui sono presenti, oltre a Hit Mania Spring 2014, anche Street Art Urban Sound vol. 6, Social Music App vol. 3 e House Mania Edm vol. 3.
La copertina è stata curata e progettata da Gorial.

## Tracce
1. Faul & Wad Ad e Pnau – Changes
2. Avicii – Hey Brother
3. Miley Cyrus – Adore You (Cedric Gervais Remix Extende Mix)
4. Cash Cash – Take Me Home (feat. Bebe Rexha)
5. DVBBS & Borgeus – Tsunami (feat. Tinie Tempah)
6. Max Manie – Sunday
7. The Cube Guys – La vérité
8. Malea – Give (Promise Land RMX)
9. Orange Groove – Ready for It (Bob Sinclar RMX)
10. Mr Probz – Waves
11. Milky Chance – Stolen Dance
12. Breakdlaw & The Glitchfox – Paint Me Like a French Girl
13. Joseph Armani – Endless Flame
14. Claydee – Do It (feat. Ruby)
15. Laibert – My Love (feat. Billy Venus)
16. Project X – Happy
17. Cris Cab – Liar Liar
18. Ana Tijoux – 1977
19. Anna F. – DNA
20. James Blunt – Heart to Heart
21. Aloe Blacc – The Man
22. Katy Perry – Unconditionally
23. Emma – La mia città
24. Moreno – Sempre sarai (feat. Fiorella Mannoia)